# Jardín botánico y zoológico de Saigón
El jardín botánico y zoológico de Saigón (en vietnamita: Thảo Cầm Viên Sài Gòn) es un parque zoológico y jardín botánico situado en el distrito 1, de la ciudad de Ho Chi Minh, (antes llamada Saigón) en Vietnam. Se encuentra ubicado en la esquina de la calle Nguyen Binh Khiem y la calle Le Duan(enfrente del Palacio de la Reunificación ).
La construcción del parque zoológico y jardín botánico de Saigón fue resuelto el 10 de junio de 1863 por el gobernador almirante de Indochina, Pierre-Paul La Grandière , quien nombró a los Germain, segunda fuerza expedicionaria a supervisar y dirigir el trabajo en 12 hectáreas de tierra cerca del canal Avanche (canal Thi Nghe).